# Salix myricoides
Salix myricoides — вид квіткових рослин із родини вербових (Salicaceae).

## Морфологічна характеристика
Це кущ 0.3–5 м заввишки (іноді утворюють клони дробленням стебла або відводками). Гілки (іноді дуже крихкі біля основи), червоно-коричневі чи жовто-коричневі, не чи слабко сизі, (злегка чи дуже блискучі), голі чи ворсинчасті; гілочки червоно-коричневі чи жовто-коричневі, голі чи рідко чи дуже щільно ворсинчасті. Листки: найбільша листкова пластина вузько видовжена, вузько-еліптична, еліптична чи зворотно-ланцетна; краї плоскі чи злегка закручені, зубчасті чи пилчасті; верхівка загострена, гостра чи опукла; абаксіальна (низ) поверхня зазвичай дуже густо-сиза, гола чи волосиста; адаксіальна поверхня злегка блискуча, гола чи волосиста, середні жилки рідко запушені (волоски білі, іноді також залозисті); молода пластинка напівпрозора, червонувато- чи жовтувато-зелена, гола чи рідко запушена абаксіально, середні жилки часто густо запушені, волоски білі, іноді також залозисті. Коробочка 5–7–11 мм. Цвітіння: початок квітня — початок липня.

## Середовище проживання
Канада (Нью-Брансвік, о. Ньюфаундленд, Онтаріо, о. Принца Едварда, Квебек); США (Вісконсин, Вермонт, Род-Айленд, Пенсільванія, Огайо, Нью-Гемпшир, Міннесота, Мічиган, Коннектикут, Іллінойс, Індіана, Мен, Массачусетс). Населяє береги струмків і озер, гравійні вали, субальпійські хвойні ліси, лужні болота, морські скелі, сухі вапнякові осипи, болота, приливні луки, піщані дюни; 0–1100 метрів.

## Використання
Рослина збирається з дикої природи для місцевого використання як ліки.